# Groto (Foho-Ai-Lico)
Groto ist eine osttimoresische Siedlung im Suco Foho-Ai-Lico (Verwaltungsamt Hato-Udo, Gemeinde Ainaro).
Das Dorf liegt im Osten der Aldeia Lesso, in einer Meereshöhe von 393 m. Durch die Siedlung führt die südliche Küstenstraße Osttimors, die hier weiter landeinwärts verläuft. Östlich befindet sich an der Küstenstraße das kleine Dorf Maulico, westlich Lesso, das Zentrum der Aldeia.